# Aïn Babouche
Aïn Babouche (em árabe: عين ببوش) é uma comuna localizada na província de Oum El Bouaghi, Argélia. De acordo com o censo de 2008, a população total da cidade era de 16 129 habitantes.